# しすばれ -Sister bullet-
『しすばれ-Sister bullet-』は、松崎豊による日本の漫画作品。『コミックヴァルキリー』（キルタイムコミュニケーション発行）にて連載していた。全3巻。

## あらすじ
公立中学に通う14歳の少女・弾正院菖蒲はある日、同級生の男子・保科匠からラブレターを渡される。しかし、菖蒲は殺し屋を家業とし、その機密性から一族内でしか結婚が許されていない弾正院家の人間だった。菖蒲の姉にして弾正院本家当主代理である弾正院尽に釘を刺され、ラブレターを破る菖蒲だったが、その次の日、保科を暗殺する仕事が舞い込んでくる。

## 登場人物
弾正院菖蒲（だんじょういん あやめ）
公立の中学に通う14歳。殺し屋を家業とする弾正院本家の人間で、実際に学校に通いながら暗殺を行なっている。同級生の保科匠にラブレターを渡され、家の決まりや自分の立場から半ば諦めているが、保科と接するときは気恥ずかしそうな様子を見せ、殺し屋稼業の傍らで普通の恋に憧れている。基本的に常識人で、姉の尽の傍迷惑かつ下品な言動や弾正院家関係のことに振り回されている。
幼少期から、毒への耐性を付けるために毎食微量の毒を摂取してきているため、現在は体液自体が毒と化している。
ファーストキスの相手はデイジィ。
弾正院尽（だんじょういん つくし）
お嬢様学校である春ノ宮に通っている高校生で17歳。殺し屋を家業とする弾正院本家の当主代理であり、菖蒲の実姉。頭の中のネジが何本も飛んでおり、暗殺の手腕は抜群ながら物事の発想が下品過ぎるために、存在自体が傍迷惑で、エロで下品な言動により常に菖蒲を振り回している。しかし、その反面、菖蒲のことを大切に思っているところもある。
菖蒲曰く、「アホでエロでド変態、その癖に強くて勉強も出来るから性質悪い事この上ない．一緒に暮らしていたら日に15回位『隕石当たって死んでくれないか』と思う」
当初は、菖蒲と保科の交際に反対し、保科の暗殺依頼に対してだけ4ドルに依頼料を引き下げたり、菖蒲を春ノ宮の中等部に転校させようとしたりしたが、『D』の件の後、友達としての交際に限りであるが許しを出し、また、菖蒲と真斗の婚約も解消させた。
保科匠（ほしな たくみ）
菖蒲の同級生の男子で、菖蒲にラブレターを送った。ホシナ重工の御曹司であり、そのせいで弾正院に暗殺の依頼が舞い込む。真面目な好青年で、菖蒲から弾正院家の家業を聞いても尽に殺されかけても菖蒲への一途な思いは変わらなかった。
家では平素よりイタリアンデザイナー特注のダブルスーツを着用しており、季節毎のヴァリエーションで180着程所有している。
菖蒲との間接キスで死にかける。
高坂（こうさか）
弾正院家に仕える執事。一見、有能そうだが、菖蒲が電話をかけても携帯電話の電源を切っていて連絡がつかなかったり、菖蒲の制服のベストをトイレ用のぞうきんと間違えて使ったり、浜辺でエロ本に没頭して満潮に気づかない尽をそのまま溺死させかけたりなどしている。また、基本、尽に甘い。
マリア・C（シャーロット）・弾正院
弾正院家を付け狙う殺し屋・通称『（弾正院狩りの）D（デイジィ）』。ブロンドの髪と白い肌をしたハーフで、年齢は十代前半。
10年前に弾正院宗家によって皆殺しにあった倫敦弾正院の唯一の生き残りで、弾正院出身の母に暗殺術を仕込まれた。
弾正院への復讐のために本名を捨て、亡き母（誕生日は3月6日）の誕生花である『デイジィ』を公に称する。そして手始めに菖蒲と保科を狙い菖蒲を追い詰めるが、尽に圧倒され敗北。また、このとき菖蒲にファーストキスを奪われた。
以降は菖蒲の命を狙い続け恩を仇で返し、そのことで立腹した菖蒲の監視下に置かれるが、その命を狙い続けている。また傍目には姉妹喧嘩に映っており、対外的には菖蒲の異母妹を称している。
弾正院真斗（だんじょういん まと）
京都弾正院家の嫡男にして菖蒲の許嫁。尽により許嫁の「内定」を取り消されたことで菖蒲のクラスに転校してくる。本家の娘である菖蒲と家柄的に釣り合い、また、イケメンであるが、6歳のときの菖蒲を最も美しいと言ったり、戦いの最中にデイジィに目を奪われたりする高純度のロリコン。ちなみに、真斗は一族の決まりから菖蒲の写真を年代順に並べたロケットを肌身離さず持っていたが、菖蒲はまったく彼のことを知らなかった。
Dr.二本松（ドクター にほんまつ）
風紀と正義と発明に身を捧げ、一生女性と関わりを持たなかった紳士。
弾正院本家の屋敷に設置された、半径10km以内での菖蒲のキス関連を察知する「キスセンサー」の発明者。菖蒲曰く「モテない変なおっさんの怨念の塊」

### 用語など
弾正院家
1200年からの歴史を持ち、家業の機密性により一族同士の結婚しか許されず、外部の血が入ったことは一度もない。また毒への耐性を付けるために幼少時から毎食微量の希釈された毒を摂取し続けており、その代償で体液が猛毒と化している。
弾正院律
弾正院の機密性を保持するための鉄則で、これに違反した者は倫敦弾正院家のように族滅される。
・第1条：対価を得ずして人を殺むる事は之を禁ずる
・第3条：弾正院の名を戴く者、須く一箇の暗殺器械たるべし．日々弛みなく刻苦精励し、俗世との過度の交わりを避け、如何なる任務をも完遂せしめる名人たるべし
・第4条：我らの技、是全て門外不出とす
・修正324条：許婚同士は互いの写真を携帯すべし
倫敦弾正院家
弾正院の傍系。10年前に発覚したSASへ6億ポンドでの技術供与の咎（4条違反）により、当時の宗家当主・是久は精鋭8名を英国に派遣、事件に関わった者及びその関与者全員を殺害。その時唯一殺害されなかった幼児がマリアで、彼女にとって本家は仇敵である。
ホシナ重工
保科匠の実家で、日本最大の軍需企業。資本金5600億円。